# Rhododendron anthopogon
Espèce
Rhododendron anthopogon est une espèce de plantes de la famille des Ericaceae.
Il s'agit d'un rhododendron nain, présent à l'étage subalpin de montagnes himalayennes comme le Nathu La.
Il a été dédcrit la première fois par David Don en 1821 dans le tome 3 de Memoirs of the Wernerian Natural History Society.

## Liste des sous-espèces et variétés
Selon The Plant List (27 août 2015) :
- variété Rhododendron anthopogon var. haemonium (Balf. f. & R.E. Cooper) Cowan & Davidian

Selon Tropicos (27 août 2015) (Attention liste brute contenant possiblement des synonymes) :
- sous-espèce Rhododendron anthopogon subsp. hypenanthum (Balf. f.) Cullen
- variété Rhododendron anthopogon var. album Davidian
- variété Rhododendron anthopogon var. haemonium (Balf. f. & R.E. Cooper) Cowan & Davidian
- variété Rhododendron anthopogon var. hypenanthum (Balf. f.) H. Hara